# مذهب دیلمیان
دیلمیان مردمی ساکن دیلم، طوایفی کوه‌نشین بودند که جغرافی‌دانان عرب قرن دهم میلادی آن‌ها را همان ساکنان منطقهٔ دیلمان در ارتفاعات گیلان می‌دانستند. گرچه می‌توان توزیع گسترده‌تری تا جنوب ارمنستان و قفقاز هم می‌توان نتیجه گرفت. این مردم که پیش از اسلام، تقیدات مذهبی خاصی نداشتند، پذیرای علویان شدند؛ به مذهب زیدیه گرایش یافتند و به طرفداری از آن برخاستند.

## پیش از اسلام
مطالب زیادی در خصوص مذهب دیلمیان در این دوره موجود نیست. تعداد کمی مسیحی و زرتشتی در بینشان بوده‌اند ولی غالباً پاگان بوده‌اند که عملاً چیزی دربارهٔ آن طریقت پگان دیلمیان نمی‌دانیم. بنا بر گفتهٔ بیرونی در آثارالباقیه آن‌ها از قانون تعیین‌شده توسط افریدون افسانه‌ای پیروی می‌کردند که به مردها فرمان داده بود سرور خانواده‌شان باشند و آنان را کَذخُذا می‌خواند. این به طرز معماواری توسط خالد الناصر الاطروش منسوخ شد و نتیجتاً آن‌ها به شرایطی که مردم در عصر ضحاک بیورسپ ظالم می‌زیستند بازگشتند، زمانی که در خانه‌هایشان شیاطین سکنیٰ داشتند و مردم در برابرشان بی‌دفاع بودند. جدا از کذخذاها که نقش رئیس خانواده را داشتند، دیلمیان حکمرانانی که از القابی چون وردان شاه، وهریز به وجودشان پی می‌بریم و حتی شاهانی (مانند موتا) داشتند. نقش این آخری در قرون نهم و دهم پس از میلاد و در ارتباط با همکاری آن‌ها با علویان فهمیده می‌شود. امام زیدی «ناصرالحق» این قاعدهٔ فریدون را از بین برد و بین پیروانش قانون اسلام را اعمال کرد.
مسعودی، نوشته ساکنان کوهستان‌های دیلمان مردمانی بودند که هیچ اطلاعی از ادیان استقراریافته نداشتند. قدامه بن جعفر در مور دیلمیان می‌گوید آنان پس از اسلام آوردن چند بار از این دین برگشتند. در زمان وی دیلمیان کودکان خود را می‌کشتند و به مساجد احترام نمی‌گذاشتند و از نماز خواندن و دیگر تکالیف دینی سر باز می‌زدند. از ادامه دیلمان و گیلان به نظر می‌رسد که تعداد اسلام آوردگان در قرن اول هجری چندان زیاد نبوده‌است.

## جنگ با مسلمانان
در پایان عهد ساسانیان و هم‌زمان با آغاز حملهٔ اعراب به ایران دسته‌های دیلم در داخل ولایات مرکزی ایران تاخت‌وتاز می‌کرده‌اند و به غارت و راهزنی می‌پرداخته‌اند.
ورود مسلمانان به سرزمین دیلم، به‌علت موقعیت خاص جغرافیایی آن تقریباً با تأخیر صورت گرفت. دیلمیان که عادت و تمایل به استقلال داشتند، با کمک وضع طبیعی و کوهستانی سرزمینشان، حملات عرب‌ها را دفع می‌کردند. در فتوح اسلامی مسلمانان بارها به دیلم حمله‌ور شدند ولی کاری از پیش نبردند، دومین هجوم مسلمانان به آن ناحیه در روزگار معاویه بود که مردم طبرستان در موقع عبور آنان از گردنه‌های کوهستان، سنگ‌ها را از قُلَل کوه‌ها غلتانیده و همهٔ سپاه وی را در زیر خروارها سنگ بکشتند. عرب‌ها نیز به‌علت صعب‌العبور بودن راه‌های منتهی بدین سرزمین و بارش‌ها و رطوبت بسیار که با محیط زیستی آنان متفاوت بود، میل چندانی به حملات و محاصره‌های طولانی سرزمین دیلم نداشتند؛ و بدین ترتیب، دیلمیان نه تنها تسلیم عرب‌ها نشدند، بلکه از مردم شهرهای مجاور، ری و قزوین، نیز در مقابل عرب‌ها حمایت کردند. با وجود فتوحات مسلمانان در ایران که از زمان عمر ـ خلیفهٔ دوم ـ آغاز شد، دیلمیان فقط در زمان معاویه بود که مجبور به پرداخت خراج شدند؛ ولی تا مدت‌های مدید بعد از آن حاضر به پذیرش اسلام نبودند و در مناطق کوهستانی مشکلاتی برای شهرهای مسلمان‌نشین اطراف، به‌خصوص قزوین، فراهم می‌ساختند. به همین جهت، خلفا یا حکومت‌های محلی همواره گروه‌هایی از مسلمانان مجاهد را مأمور مقابله با کفار متهاجم دیلمی می‌کردند. مقر اصلی مجاهدان مسلمان که در آن پایگاه نظامی مستقر کرده بودند، قزوین بود که به آن دارالجنه (دروازه بهشت) می‌گفتند؛ چرا که معتقد بودند «هر مسلمانی که اقلاً ۲۴ ساعت در آن با نیت مشارکت در نبرد مقدس علیه کفار بماند، جایی در بهشت را نصیب خود خواهد کرد».

## ورود اسلام
این خود داستان شگفتی بود که دیلمان پس از سیصد سال دشمنی با اسلام و جنگ و خونریزی با مسلمانان چون به رهنمایی علویان اسلام راه پذیرفته راه به میان مسلمانان پیدا کردند و پنجاه سال نگذشت که بر بخش بزرگی از عالم اسلام فرمانروایی یافتند و نام دیلم پس از آنکه پیوسته با لعن و نفرین توأم بود این دفعه در منبرهای اسلام (حتی در مکه و مدینه) خطبه و دعا به نام ایشان می‌خواندند.— کسروی، شهریاران گمنام
در بخشی از دیلم که استقلال خود را از حکومت مسلمانان حفظ کرده بود، پراکنش اسلام مرتبط با جنبشی مردمی بود. به گفته اصطخری، حسن بن زید امام علوی نخستین مروج اسلام در دیلم بود. او در سال ۸۶۴، مردم چالوس و شهر همسایه آن کلار را در خیزش آنان علیه طاهریان رهبری کرد. دیلم منشأ بخش اصلی حمایت حکومت حسن بن زید و جانشینش محمد بود. آنان در دیلم سلسله جستانی در سوی خود یافتند. محمد بن زید در نبرد با سربازان سامانی در سال ۹۰۰ میلادی کشته شد و در سال ۹۰۲ حاکم جستانی دیلم از طبرستان اخراج شد ولی توانست خود را در مناطق ابتدایی خود حفظ کند.

### علویان
دیلمیان که پیش از ورود اسلام برخی شان زرتشتی و برخی شان پاگان بودند، ظاهراً تنها زمانی که جنبش علوی پیروزمندانه به نظر رسید به آن پیوستند اما تنها به طور سطحی با اسلام تماس پیدا کردند. اسلام زیدی به آنان آموخت که خلافت عباسی غصبی است. آنان به عنوان شورشیانی علیه حکومت مستقر وارد جهان اسلام شدند. وقتی نسبت به علویان بی علاقه شدند، پیوستگی اندکی نسبت به هر جماعت یا باور دینی داشتند. در این وضعیت، آموزه رادیکال اسماعیلی که پایان اسلام مستقر و فرارسیدن یک دوره جدید را اعلان می کرد، توانست بین آنان گروندگانی پیدا کند.  افسار و شیرویه گزارش شده هر دو مدتی تحت تاثیر داعیان اسماعیلی بوده اند.
تقریباً اولین مسلمانانی که از حدود قرن دوم هجری به بعد وارد این سرزمین شدند و توانستند در آن جا اقامت گزینند، علویان بودند که به‌علت مخالفت یا مبارزه با حکام عباسی بدان سرزمین روی آوردند. بدین ترتیب، پذیرش اسلام دیلمیان با مذهب تشیع آغاز شد و از فرق شیعه، مذهب زیدیه، اولین و پرطرفدارترین آنان بود. البته، مذهب اسماعیلیه با تبلیغات و فعالیت ابوحاتم رازی در دیلم، پیروانی پیدا کرد؛ و این مذهب در میان مردم دیلم همچنان پیروانی داشت. در زمان سلجوقیان نیز با استقرار حسن صباح در الموت، این مذهب رونق بسیاری در منطقه دیلم پیدا کرد. مذهب امامیه از طریق فرزندان ناصر کبیر وارد آن منطقه شد و طرفداران بسیاری یافت. حکام محلی دیلم، آل جستان و آل مسافر، در ارتباط سیاسی با زیدیان، به مذهب زیدیه تمایل یافتند و عده‌ای از آنان نیز به مذهب اسماعیلیه متمایل شدند. زیاریان در ابتدای کار به‌علت تصفیه حساب‌های سیاسی مردآویج با داعی صغیر، از زیدیان روی گرداندند. خاندان بویه که از نظر سیاسی و مذهب تشیع نقش مهمی در ایران دورهٔ اسلامی و جهان اسلام ایفا کردند، از مردم دیلم بودند. آنان ـ اگر نه در ابتدا - از معتقدان به تشیع امامی بودند که موجبات ارزش‌گذاری و اعتباریابی سیاسی مذهب تشیع را فراهم آوردند.
با وجود حضور و تبلیغات علویان در سرزمین دیلم و گرویدن عده‌ای از دیلمیان به اسلام شیعی، برخی از مردم ساکن در کوهستان‌های دیلم تا مدت‌ها در کفر باقی بودند. اصطخری اشاره می‌کند: «در کوه‌های دیلمان هنوز کافران هستند.». ابن حوقل نیز خبر می‌دهد: «هنوز در زمان ما (حدود سال ۳۶۷ ه‍.ق) کافرانی در کوه‌ها سکونت دارند.»
همان‌طور که گفته شد، وضع جغرافیایی و انسانی سرزمین دیلم در این منطقه، محیطی امن و مناسب برای دشمنان و مخالفان خلفای عباسی فراهم آورده بود. بدین جهت، در طول خلافت عباسیان، بارها علویان مخالف خلافت عباسی تحت تعقیب حکومت‌های وقت به این سرزمین پناه آورده بودند.
علویان که در عراق ـ سرزمین خلافت اموی و عباسی ـ در اقلیت قرار داشتند و با مخالفت‌های سیاسی و نظامی آنان روبه‌رو می‌شدند، برای یافتن مکان‌های امن به‌سوی شرق ـ قلمروی خلافت عباسی ـ رهسپار شدند. مسلماً آنان محلی را برای اقامت انتخاب می‌کردند که از تیررس و دسترس حکام خلفا در امان مانده باشد. بدین ترتیب، یکی از مکان‌های امن برای علویان، دیلم بود. خدمات علویان و دیلمیان به یکدیگر، خدماتی متقابل بود: علویان، دیلمیان را با اسلام و تشیع آشنا ساختند؛ دیلمیان نیز با گرویدن به تشیع، راه فعالیت سیاسی شیعیان را هموار کردند. دیلمیان و حکام محلی دیلم در تعاملات سیاسی و مذهبی با علویان قرار گرفتند و خدمات بسیاری به مذهب تشیع ارائه کردند. مهم‌ترین این خدمات از جانب آل بویه بود که چون به حکومت رسیدند، حتی می‌خواستند خلافت سنی عباسیان را به خلافت آل علی تغییر دهند. آنان هرچند بنا به ملاحظات سیاسی از این خواسته منصرف شدند، با غلبه بر خلافت و خلفای عباسی خدمات شایسته‌ای به مذهب تشیع، به‌خصوص شیعهٔ امامی، علما و فقهای شیعه و شیعیان کردند و راه ورود شیعیان را به میدان سیاست باز کردند.
یحیی بن عبدالله که در قیام صاحب فخ شرکت داشت و پس از شهادت صاحب فخ در خفا می‌زیست، برای در امان ماندن از مکر و کشتار عباسیان، به طرف شرق رهسپار و ابتدا وارد طبرستان شد و چون حاکم آن جا از او حمایت نکرد، به دیلمان رفت. او اولین فرد علوی بود که به دیلم پای گذاشت. حضور یحیی مسلماً در اسلام آوردن عده‌ای از مردم دیلم مؤثر بود. مُحلّی می‌گوید: «یحیی در دیلم مسجدی بنا کرد که اولین مرکز و پایگاه دین اسلام در آن سرزمین محسوب می‌شود.». بدین ترتیب، از این زمان، زمینه‌های قیام علویان در مناطق شمالی ایران و اطراف دریای خزر به‌وجود آمد تا سرانجام به تشکیل حکومت علویان انجامید. ابن طقطقی می‌نویسد: «یحیی به ناحیهٔ دیلم رهسپار شد. در آنجا مردم معتقد شدند که وی استحقاق پیشوایی دارد. سپس با او بیعت کردند و گروهی از مردم شهرها گرد وی جمع شدند و رفته‌رفته کارش بالا گرفت. رشید از این بابت در اندوه شد…». هارون‌الرشید ـ خلیفهٔ عباسی ـ «نامه‌ای تهدیدآمیز به شاه (امیر) دیلم نوشت و یحیی را از او خواست»؛ و سپاهی حدود پنجاه‌هزار نفر برای سرکوب او فرستاد. ارسال این تعداد از افراد برای سرکوب یحیی، از کثرت نفرات یحیی و اهمیت قیام او حکایت دارد. فضل بن یحیی برمکی ـ فرمانده سپاه خلیفه ـ یحیی بن عبدالله را به صلح دعوت کرد و سرانجام با تطمیع حاکم دیلمی و وعدهٔ امان از طرف خلیفه، یحیی تحویل فضل شد. خلفای عباسی سعی داشتند حکام و مردم دیلمی را به‌نوعی تطمیع کنند و از حمایت آنان برخوردار شوند؛ از جمله در اختلاف میان مأمون و امین، فرمانده نظامی امین «نامه‌ها برای پادشاهان دیلم و جبال و طبرستان و پادشاهان دیگر نوشت» و با دادن وعده‌هایی، از آنان خواست «راه خراسان را قطع کنند و هر کس را که درصدد کمک رساندن به طاهر است مانع شوند. آن‌ها پذیرفتند.». با وجود این، دیلم همچنان محلی امن برای علویان بود و گریز آنان به دیلم در سال‌های بعد نیز ادامه داشت. در سال ۲۰۳ ه‍. ق، بعد از درگذشت علی بن موسی الرضا، دیلم مأمن خویشاوندان و پیروان او بود که از مقابل سپاه مأمون می‌گریختند و بدانجا پناه می‌بردند؛ «چون خبر غدری که با رضا کرده، به راه به سادات رسید، هر جا که بودند، پناه به کوهستان دیلمان و طبرستان و ری نهادند. بعضی را همین‌جا شهید کردند و مزار ایشان باقی است و بعضی وطن ساخته.». در زمان طاهریان، ظلم و ستم عمال آنان، مردم برخی از نواحی طبرستان ـ از جمله رویان، چالوس و کلار ـ را به خشم آورد. پس، با کمک دیلمیان به نزد محمد بن ابراهیم علوی رفتند و بیعت با او را خواستار شدند. با راهنمایی او، از حسن بن زید معروف به داعی کبیر که در ری به‌سر می‌برد، دعوت کردند و رهبری او را گردن نهادند. با شروع نهضت حسن بن زید در طبرستان، از آن جا که محل استقرار اولیهٔ او کلار ـ در مجاورت سرزمین دیلم ـ بود، بیشتر مردم دیلم نیز با او بیعت کردند.
حکومت علویان در طول فعالیت همواره علیه حکومت عباسیان اقدام می‌کرد. وهسودان ـ حاکم دیلمی (آل جستان) ـ نیز از حسن‌بن‌زید حمایت کرد. او مذهب زیدیه را پذیرفت و رسماً با خلیفه عباسی مخالفت کرد. در سال ۲۵۲ ه‍.. ق. با متحدان علوی خود به ری حمله کرد و مردم بسیاری را کشته یا اسیر گرفت. حاکم ری گریخت؛ «مردم ری با تعهد پرداخت درم صلح کردند و پس از پرداخت آن ابن جستان از ری رفت.». وهسودان بعدها از مذهب زیدیه برگشت. در این زمان، تمایل به اسلام شیعی درمیان آنان چنان قوت گرفت که با وجود قطع حمایت حاکم دیلمی از حسن‌بن‌زید، دیلمیان همچنان به خدمت رهبر زیدی درمی‌آمدند. «چهار هزار نفر دیلم به مرگ او [وهسودان، حاکم دیلمی]پیش داعی حسن زید آمدند.». تشکیل حکومت علویان در طبرستان موجب رواج مذهب تشیع زیدی در منطقه شد. پسر وهسودان، جستان، نیز از زیدیان حمایت کرد و حسن‌بن‌زید را در مقابل سپاه خلیفه عباسی پناه داد. دیلمیان در این مبارزه تلفات جانی بسیاری را متحمل شدند. جستان نیز در سال ۲۸۹ ه‍.. ق. با ناصر کبیر، داعی زیدی دیگر، علیه سامانیان متحد شد؛ ولی برادر و جانشین جستان، علی‌بن‌وهسودان، به اطاعت عباسیان درآمد و مشکلاتی برای زیدیان فراهم آورد تا جایی که حسن‌بن‌قاسم ملقب به داعی صغیر را دستگیر کرد. طاهربن‌محمد، کاتب علی‌بن‌وهسودان ـ که تمایلات شیعی داشت ـ
مانع از آن شد که داعی را به بغداد بفرستد. او گفت: «مصلحت آن است با قلعه پدران خویش الموت فرستی». حکام بعدی آل جستان دیدگاه‌های متفاوتی در مورد زیدیان داشتند. خسرو فیروز ـ برادر و جانشین علی ـ داعی را «خلاص داد و با گیلان فرستاد».

#### ناصرالحق اطروش
مذهب امامیه با حضور و تبلیغات و فعالیت ناصر کبیر، موقعیت مهم و استواری درمیان دیلمیان یافت. ناصر کبیر، مذهب شیعه داشت؛ ولی در مورد زیدی یا امامی بودن او، خبر موثق و مؤکدی وجود ندارد. آنچه مسلم است، «احمدبن‌الناصر (پسر الناصر)، امامی‌المذهب بود» و علی فرزند دیگر ناصر کبیر از شاگردان حسن بن علی العسکری یازدهمین امام شیعه اثنی عشری بوده‌است.
پس از کشته‌شدن محمدبن‌زید علوی، ناصر کبیر به دیلمان پناه برد و درمیان آن‌ها زیست و آنان را به اسلام دعوت کرد. «او در سرزمین آنان مساجدی بنا کرد. مسلمانان درمقابل آنها، سرحدهایی مانند قزوین و چالوس داشتند.»
در طبرستان، حسین‌بن هارون ـ پدر ابوطالب یحیی و ابوالحسین ـ «امامی‌المذهب بود و در اول ایشان نیز همچنین…». ابوالحسین مردم را به تشیع دعوت کرد و «جمله گیل و دیلم برو بیعت کردند». ابوطالب یحیی که ابتدا مذهب امامی داشت، با پیوستن به قاضی‌القضات عبدالجبار، مذهب زیدی را پذیرفته بود. ابن اسفندیار می‌نویسد: «در میان زیدیه از او مبرز و محقق‌تر دانشمند نبود». مردم دیلم بعد از فوت ابوالحسین، «برو بیعت کردند». سید زاهد شرف‌الدین نیز مذهب امامیه داشت و «اظهار مذهب امامیه و بطلان مذهب زیدیه از شرف‌الدین قوت گرفت در آن حدود».
بدین ترتیب، مذهب امامیه، همراه مذهب زیدی و گاه قوی‌تر از آن، در این دوره در طبرستان و دیلمان رواج داشته‌است. خبرها حاکی است که دیلمیان همچنان به مذهب تشیع پای‌بند مانده‌اند؛ ولی در مورد نوع تشیع آنان، خبر صریحی وجود ندارد.

### اسماعیلیه
آل مسافر، حکام محلی دیگر دیلمی بودند که بیشتر به تشیع از نوع اسماعیلی گرایش داشتند. تبلیغات ابوحاتم رازی، داعی اسماعیلی (متوفی به سال ۳۲۲ه‍.. ق) درمیان دیلمیان، موجب این گرایش شد. زرین‌کوب در علت این گرایش می‌نویسد: «ظاهراً بیشتر بهانه اظهار مخالفت با مسوده عباسی بوده‌است تا گرایش واقعی به مذهب». به هر حال، سکه‌های به‌جای‌مانده از آنان فاقد نام خلیفه عباسی است و به‌جای آن عبارت «سیف آل محمد» آمده و اسامی امامان اسماعیلی نقش شده‌است. مسعودی که تألیف خود را در سال ۳۳۶ ه‍.. ق. نگاشته‌است، خبر می‌دهد: «اکنون مذهب آن‌ها تباهی گرفته و عقایدشان دگرگون شده و بیشترشان ملحد شده‌اند»؛ ولی به‌نظر می‌رسد پیروان این مذهب همچنان به عقاید خود پای‌بند بوده‌اند و تا چند قرن بعد نیز منطقه رودبار و طارم پیروان اسماعیلیه را پذیرا بوده‌است. پیروان اسماعیلی، همچنان در الموت صاحب قدرت بودند، در منطقه نفوذ داشتند و شاخه‌ای از آنان نیز در آذربایجان به‌حکومت رسیدند و مذهب اسماعیلی را تبلیغ کردند.

## مذهب آل زیار
در طول تاریخ حکومت علویان، سرداران بزرگ دیلمی، ازجمله لیلی‌بن‌نعمان، در خدمت زیدیان بودند و از جهات سیاسی و نظامی از آنان در مقابل سامانیان حمایت می‌کردند. لیلی‌بن‌نعمان به همین مناسبت به لقب المؤید لدین الله و المنتصر لآل رسول‌الله منسوب شد. او در سال ۳۰۸ ه‍.. ق. نیشابور را فتح کرد و به‌نام داعی صغیر، حسن‌بن‌قاسم، خطبه خواند و در همین راه نیز جان ازدست داد. مرگ او نه تنها برای سامانیان، بلکه برای عباسیان نیز خوشایند بود؛ زیرا درصورت موفقیت لیلی‌بن‌نعمان، خراسان که نقش مرکزیت خلافت عباسی در شرق فتوحات را داشت، ازدست می‌رفت و قدرت علویان که تهدیدی برای خلافت عباسی محسوب می‌شد، توسعه بیشتری می‌یافت. درمقابل، کشته‌شدن لیلی‌بن‌نعمان خشم بسیاری از سرداران دیلمی را برانگیخت. آنان داعی صغیر را فاقد درایت لازم برای رهبری دانستند و اقدام به جنگ با سامانیان را نتیجه بی‌تدبیری و عدم شناخت صحیح از دشمن ازسوی او قلمداد کردند و درصدد مقابله با او برآمدند. ابن اثیر علت مخالفت دیلمیان با داعی صغیر را این‌گونه بیان می‌کند: «او آن‌ها را به استقامت می‌خواند و از ظلم به مردم و شرابخواری منع می‌کرد.». عامل اصلی تحریک دیلمیان علیه داعی صغیر، هروسندان گیلی ـ دایی مردآویج زیاری ـ بود. دیلمیان به فرماندهی او بر داعی شوریدند و خواستند به‌نام ابوالحسین‌بن‌اطروش خطبه بخوانند؛ ولی نماینده داعی در دامغان او را از توطئه دیلمیان باخبر کرد. او نیز طبق نقشه‌ای از پیش طراحی‌شده، سرداران بزرگ دیلمی، ازجمله هروسندان، را به کاخ خود دعوت کرد و سپس آنان را به‌قتل رساند. این امر نیز بر کینه دیلمیان حاضر در سپاه داعی افزود و به همین جهت، داعی در جنگ با سامانیان شکست خورد و کشته شد. مردآویج «به کینه خال خود ازپی داعی درآمد و زوبینی برو زد و از اسب فرود آورد و بکشت.» همکاری سرداران دیلمی با زیدیان بعد از مرگ لیلی‌بن‌نعمان نیز ادامه یافت. ماکان کاکی ـ پسر برادر نعمان ـ هم هر چند که در خدمت زیدیان شمشیر می‌زد، در اختلافات داخلی آنان نقش به‌سزایی داشت.
در اختلاف میان سرداران دیلمی، حکومت طبرستان و دیلمان به مردآویج گیلی رسید که سلسله آل زیار را بنیان‌گذارد. او با کشتن داعی صغیر (به خون‌خواهی هروسندان)، نشان داده بود که مردی کینه‌توز است. مردآویج زمانی که به حکومت رسید، از اعتقادات اسلامی به‌دور بود، آن‌چنان‌که در فتح دینور، تلاش ابن ممشاد دینوری ـ صوفی و زاهد معروف ـ برای جلوگیری از کشتار و غارت مردم به جایی نرسید؛ و او را نیز بااینکه به قرآن متوسل شده بود، کشتند. مردم دینور برای گرفتن کمک به بغداد رفتند. «روهای خود را سیاه کرده با وای گفتن و استغاثه وارد بغداد شدند و قرآن‌ها برچوب زدند و گفتند: مردآویج جیلی آنان را کشتار کرده‌است. استغاثه می‌کردند». فریاد دادخواهی آنان به‌جایی نرسید؛ زیرا خلیفه و وزیرش قدرت جلوگیری از مردآویج را نداشتند. مردآویج که اعتقادات مذهبی خاصی از او به‌ثبت نرسیده‌است، برای تأیید حکومتش نیاز به منشور خلیفه داشت و لازم بود لباس سیاه عباسیان بر تن کند تا بماند و حکومتش رسمیت یابد و چنان کرد.
وشمگیر ـ برادر و جانشین مردآویج ـ بااینکه ابتدا از پذیرفتن دعوت مردآویج سرباز زد و او را از اینکه به زیر پرچم خلفای عباسی درآمده و لباس سیاه پوشیده بود، سرزنش کرد، سرانجام با اصرار نماینده مردآویج نزد برادر رفت و شریک اعمالش شد. بدین ترتیب، زیاریان برای استحکام حکومتشان، موجبات تضعیف شیعیان شمال ایران را فراهم ساختند. با وجود این، در سال ۳۵۶ ه‍.. ق. حرکت جدیدی ازسوی زیدیه رخ داد. ابوعبدالله محمدبن‌حسین ـ معروف به ابن داعی مهدی لدین‌الله ـ که همراه معزالدوله دیلمی ـ حاکم آل‌بویه ـ به بغداد رفته بود، با رنجش از اقدامات جنگی معزالدوله علیه موصلیان زیدی‌مذهب و تعصبات مذهبی عزالدوله دیلمی که با تمایل به شیعیان اثنی‌عشری صورت می‌گرفت، از بغداد گریخت و به دیلمان پناه برد: «با لباسی سفید و شمشیر و قرآن به‌جانب شهر زور و از آنجا به هوسم دیلم رفت.». به گفته ابن اثیر، حدود ده هزار نفر در دیلم گرد او جمع شدند. ابن داعی به مردم عراق نیز نامه نوشت و «آنان را دعوت به جهاد نمود»؛ ولی اقدام او با حضور زیاریان که بر آن منطقه حکومت داشتند، موفق واقع نشد.
در سال‌های بعد، زیاریان برای خلاصی از مقابله با زیدیان، آنان را در مقابل هم قرار می‌دادند. از آغاز حاکمیت بیستون پسر وشمگیر بر طبرستان و گرگان، رابطه او با علویان شایان ذکر است. بیستون برای دشمنی با ابومحمد الناصر، حسین الثایر را، که در زمان پدرش زندانی بود، آزاد کرد و او را به رویارویی با ابومحمد واداشت، اما حسین الثائر از ابومحمد شکست خورد و کشته شد. ابوالحسن علی، فرزند حسین الثائر، به خونخواهی پدر برخاست و به گواهی سکه‌هایی که به نام او باقی‌مانده و تاریخ ضرب ۳۶۴ را دارد، توانست ابومحمد را از هوسم بیرون براند. بیستون نیز مفروضاً از ابوالحسن پشتیبانی کرد، زیرا ابوالحسن حکومت و تسلط زیاریان را به رسمیت شناخت. وی در ۳۶۹ هنوز حکومت می‌کرد، در حالی که رقیب اش، ابومحمد، همه قدرت اش را از دست داده بود. بیستون در ۳۶۶ در گرگان درگذشت. از بیستون پسری خردسال به جا مانده بود، اما قابوس بن وشمگیر پس از درگیری کوتاهی بر سر جانشینی توانست حکومت را به دست گیرد و ۳۵ سال حکومت کند. سکه‌های متعددی از بیستون در دست است که استانلی لین پول و به پیروی از او، کلیفورد ادموند بازورث، بخطا تعدادی از این سکه‌ها را به وشمگیر نسبت داده‌اند. این سکه‌ها تا ۳۶۰ با نام بیستون، سپس با لقب ظهیرالدوله دیده می‌شوند.
منوچهربن‌قابوس زیاری با مؤید بالله ـ امام زیدی ـ قرارداد صلح بست؛ زیرا «منوچهر ـ جانشین قابوس ـ بیشتر از پدرش، طرفدار تشیع بود.»

## مذهب بوئیان
همزمان با زیاریان، خاندان بویه که از دیلم برخاسته بودند، بر بسیاری از مناطق تحت نفوذ آل زیار دست یافتند. آنان ازنظر مذهبی، دوره مهمی را در ایران اسلامی رقم زدند. علی بن بویه ـ امیر مسلم آل بویه ـ در ابتدای کار سپاهیگری، به خدمت ناصر کبیر ـ داعی علوی درآمد.
با توجه به رواج مذهب تشیع، به‌خصوص زیدی و امامیه، مذهب آل بویه نیز شیعه بوده و نشانه‌هایی دردست است که آنان در دوران حکومت، معتقد به تشیع بوده‌اند؛ از جمله:
1. . احمد بن بویه ـ معزالدوله ـ بعد از فتح بغداد، ابتدا درصدد برآمد خاندان خلافت را تغییر دهد و آن را به آل علی منتقل کند. همدانی می‌نویسد: اباالحسن محمدبن‌یحیی زیدی را همراه خود به بغداد برده بود و «می‌خواست با او بیعت کند»[۱۹]؛ ولی به صلاحدید وزیرش از این کار منصرف شد و خلیفه‌ای مطیع از عباسیان را به فردی از خاندان علی ترجیح داد. به او گفته شد «هرگز چنین مکن و کسی را که قوم تو فرمانبردار او باشند، به خلافت منشان! چه بسا به فرمان او تو را ازمیان بردارند.».[۲۰] در این جمله، نکته‌ای ظریف در مورد اعتقادات قوم دیلم به تشیع نهفته‌است.
2. . معزالدوله، پس از تسلط بر بغداد، شعایر مذهبی شیعیان را برقرار کرد. او در سال ۳۵۱ ه‍.. ق. دستور داد بر درهای مسجد دارالسلام، جمله «لعن‌الله معاویهبن‌ابی‌سفیان و لعن‌الله من غصب فاطمه ـ رضی‌الله عنهما ـ فدکا و من منع من أن یدفن‌الحسن عند قبر جده ـ علیه‌السلام ـ و من نفی أباذرالغفاری و من أخرج‌العباس من‌الشوری» را نقش کنند.[۲۱] خلیفه ضعیف‌تر از آن بود که بتواند به کار معزالدوله اعتراض کند، ولی مردم بغداد شورش کردند و قسمت‌هایی از جملات را شبانه پاک کردند. پس معزالدوله به صلاحدید وزیرش، محمدبن‌مهلبی شیعه‌مذهب، برای خواباندن شورش دستور داد فقط معاویه را لعن کنند و بنویسند: «لعن‌الظالمین لآل رسول‌الله صلی‌الله‌علیه وآله‌وسلم.»[۲۲]
3. . معزالدوله در محرم سال ۳۵۲ ه‍.. ق. دستور برپایی مراسم عزاداری حسین را صادر کرد. مردم بغداد مغازه‌ها را بستند و کار و کسب را تعطیل کردند. همه لباس سیاه پوشیدند و سوگواری کردند. در ذی‌حجه همان سال نیز معزالدوله دستور داد جشن عید غدیر برپای دارند و آتش‌بازی کنند.[۲۳] برگزاری مراسم عزاداری عاشورا و جشن عید غدیر در بغداد، بعد از معزالدوله هم ادامه یافت.
4. . عضدالدوله در سال ۳۶۳ ه‍.. ق. دستور داد کتیبه‌ای که نام دوازده امام بر آن حک شده بود، در تخت جمشید نصب شود.[۲۴] در کتیبه‌های موجود در بعضی از مساجد و بناهای دوره آل بویه، بر پیامبر اسلام و آل او درود فرستاده شده‌است کتیبه بالای سردر داخل مسجد جامع نائین یزد و بقعه دوازده امام یزد، از آن جمله‌است.
5. . حضور و همکاری علما و فقهای بزرگ عالم تشیع اثنی‌عشری در دربار خاندان بویه، تأیید ضمنی حکومت آل بویه از جانب علما و فقهای شیعه امامی بود.
6. . زیارت مرقد علی و دیگر ائمه به‌وسیله امرای آل بویه که گاه برای نشان‌دادن عقیده و ارادت خاص، با پای برهنه به زیارت ائمه می‌رفتند.[۲۵] این همه اثبات اعتقاد آنان به مذهب تشیع امامی است.

بدین ترتیب، شیعیان در این دوره از تاریخ ایران و اسلام، از موقعیت خوبی برخوردار بودند و آزادی عمل بیشتری داشتند. آنان از گوشه عزلت و خاموشی و تقیه بیرون آمدند.
با شروع غیبت کبرای امام دوازدهم شیعه امامی به سال ۳۲۹ ه‍.. ق. که تقریباً مقارن با اوایل قدرت‌یابی آل بویه بود، دیدگاه علما و فقها که تعیین‌کننده تعامل میان شیعیان و حکومت‌ها بود، تغییراتی کرد. بدین ترتیب، حکومت آل بویه شیعه‌مذهب در نزد شیعیان مشروعیت یافت و تأیید شد. فقها در دوران آل بویه به‌علت روی‌کارآمدن آل بویه، در تعامل با حکومت، نرمش بیشتری نشان دادند. رکن الدوله، ابوجعفر محمدبن‌بابویه قمی ـ مشهور به شیخ صدوق ـ را بسیار احترام می‌گذاشت. شیخ صدوق در مجالس مناظره با علمای اهل سنت فعالیت داشت و به‌علت همزمانی با حکومت آل بویه، توانست آزادانه در ممالک اسلامی سفر کند. این آزادی برای تبلیغ عقاید شیعی شیخ صدوق فرصت مناسبی بود. شیخ مفید نیز از فضای آزاد سیاسی ـ مذهبی دوره آل بویه استفاده کرد و با شرکت در مجالس مناظره ادیان، نقش مؤثری در اثبات عقاید تشیع امامی و ترویج و تبلیغ آن داشت. عضدالدوله او را اکرام می‌کرد؛ و «عضدالدوله دیلمی پیوسته ملازمتش می‌نمود.». ابواحمد موسوی و پسرانش شریف رضی و شریف مرتضی نیز نقابت علویان، امیرالحاج و ریاست دیوان مظالم را بر عهده داشتند و با دربار آل بویه در مراوده بودند.
در این دوره، دیلمیان که درحقیقت نیروهایی وابسته و طرفدار شیعیان بودند، در امور حکومتی بغداد، وارد شدند. نقش آل بویه در بغداد، در ارزشگذاری و اعتباریابی مذهب تشیع مؤثر بود. آنان از ابتدای تسلط بر بغداد سعی داشتند قدرت حکومتی و سیاسی خلفای عباسی را محدود و حذف کنند؛ به همین جهت، هر زمان لازم می‌دیدند، آنان را خلع می‌کردند. خلفا نیز برای باقی‌ماندن در مسند اسمی خلافت، به داشتن تمایلات شیعی تظاهر می‌کردند. احمدبن‌اسحاق که با لقب القادر با رأی آل بویه به خلافت رسید، وقتی دعوت به خلافت شد، ادعا کرد که شب قبل خواب دیده که علی او را کمک کرده و به او گفته‌است: «من علی بن ابوطالبم. خلافت به تو می‌رسد و عمر دراز خواهی یافت. باید که به اولاد شیعه من رحمت کنی».
در اواخر دوره آل بویه با فعالیت و حرکت‌هایی ازجانب اسماعیلیان نیزرخ می‌داد که گاه وزیر یا حتی امیر دیلمی را هم تحت تأثیر قرار داده‌اند. ازجمله، ابوکالیجار مرزبان پسر سلطان‌الدوله دیلمی برای مدتی کوتاه تحت تأثیر آنان قرار گرفت. در زمان او، مذهب اسماعیلی رونقی گرفت و عده‌ای از دیلمیان بدان مذهب گرویدند. آنان بر دارابگرد مسلط شده بودند. هبهالله‌بن‌ابی‌عمران‌بن‌شیرازی ـ معروف به داعی مؤید فی‌الدین شیرازی ـ که درمیان مردم دیلم مقبولیت داشت، وارد خدمت در دربار اباکالیجار در شیراز شد. ابن بلخی می‌نویسد:
«این مرد اباکالیجار را گمراه کرد و در مذهب سبعی درآورد.» 
خلیفه عباسی نفوذ او را در دربار اباکالیجار، خطری برای خلافت عباسی می‌دید؛ و به همین جهت، اباکالیجار را تهدید کرد که درصورت تبعیدنکردن مؤید فی‌الدین ـ داعی اسماعیلی ـ از سلجوقیان خواهد خواست به فارس حمله کنند. اباکالیجار به‌ناچار از داعی اسماعیلی تقاضا کرد فارس را ترک کند. قاضی عبدالله ـ قاضی شیراز ـ نیز با تلاش بسیار توانست او را از نزد اباکالیجار دور و تبعید کند. به مؤید فی‌الدین گفتند: «اگر او را معاودتی باشد، خون او مباح بود و آن مرد به مصر رفت.».
بالأخره، آل‌بویه شیعه‌مذهب بعد از سال‌ها قدرت‌نمایی در ایران و مرکز خلافت عباسی و تسلط بر خلفای سنی‌مذهب، رو به ضعف گذاشت و به‌دست ترکان غزنوی و سلجوقی برافتاد. محمود غزنوی در سال۴۲۰ ه‍.. ق. شاخه آل‌بویه جبال ایران را شکست داد. او جنگ و پیروزی خود بر آل بویه را رنگ مذهبی بخشید و آن را جنگ با الحاد و پیروزی بر ملحدان قلمداد کرد. محمود غزنوی، مبارزه با آل‌بویه شاخه جبال را جنگ با باطنیان می‌خواند تا عملش را در نزد عامه مردم و دستگاه خلافت توجیه کرده‌باشد. او برای خلیفه عباسی نوشت: «پنجاه زن آزاد اندر سرای مهتر ایشان بود. رستم‌بن‌علی، سی فرزند داشت از این زنان و به مسلمانی اندر بیشتر از چهار زن رخصت نیست.». در عراق نیز خلیفه در سال۴۴۷ ه‍.. ق. از طغرل سلجوقی دعوت کرد تا به بغداد برود و بر آل بویه مسلط شود.

## بی‌دینی
از دین دیالمه در عهد باستان اطلاعی نیست. در مروج‌الذهب نوشته شده‌است: «دیلم و گیلان از نخست که بودند، دینی را نپذیرفته و آیینی را دوست نداشتند». کسروی، مستند به همین روایت اظهار می‌دارد که دیالمه دین زرتشتی که در دورهٔ ساسانیان دین رسمی بوده را نپذیرفته‌بودند. وی با استناد به روایات حمدالله مستوفی و ظهیرالدین مرعشی، دیالمه را مردمی اصولاً بی‌دین معرفی می‌کند که به بی‌دینی مشهور و بدنام بوده‌اند. کسروی داستان «ملحدان الموت» را نیز یادآوری می‌کند.